# Zarq Perfet
Zarq Perfet fou un poeta jueu de la segona meitat del segle xiv que probablement morí a Barcelona a principis del segle xv. Compongué, el 1364, una paràfrasi en poesia al llibre de Job, en la qual sobretot exposa el tema del pecat i el càstig. El 1406 consta com a conseller de l'aljama jueva de Castelló d'Empúries.